# جون فينتر (مهندس معماري)
جون فينتر (بالإنجليزية: John Winter)‏ هو مهندس معماري بريطاني، ولد في 16 مايو 1930 في نورتش في المملكة المتحدة، وتوفي في 12 نوفمبر 2012 في كامبريدج في المملكة المتحدة.